# Pim (Währungseinheit)
Ein Pim ist ein altes Zahlungsmittel. Der Pim-Gewichtsstein  wurde erstmals 1907 bei Ausgrabungen in der antiken Stadt Gezer gefunden; er wiegt im Durchschnitt 7,22 Gramm (zwei Drittel des damals allgemein gebräuchlichen Schekels). Die in Palästina gefundenen Steine hatten alle ein Gewicht zwischen 7,18 Gramm und 8,13 Gramm mit einem Durchmesser von etwa 15 mm. Der Name kann auch als „payim“ transkribiert werden und stammt von der Inschrift, die auf der gewölbten Oberseite in  phönizischen Buchstaben   𐤐𐤉𐤌 (hebräisch פים, transliteriert ,Pym‘) zu sehen ist.
Da der Pim als Zahlungsmittel bis 1907 unbekannt war, blieb er oftmals unerwähnt, was besonders zu Lasten von genauen Bibelübersetzungen ging. In den Tagen König Sauls, so ist in 1. Sam 13,19-22  nachzulesen, gab es in ganz Israel keinen Schmied, weshalb die Israeliten ihre Ackergeräte bei den Philistern schärfen lassen mussten. Der Preis für das Schärfen von Äxten, Sicheln oder Pflugscharen betrug einen Pim.
Das Wort pim (𐤐𐤉𐤌) könnte semitisch die Bezeichnung für zwei Drittel (eines Schekels) sein, ist aber möglicherweise philistäischen Ursprungs.  Anscheinend war der Pim faktisch der Schekel von Aschdod; dieser machte etwa 4/5 seines ugaritischen Pendants aus und 2/3 des israelitischen Schekels. Von solchen Seitenreferenzen her kommt man auf ein Gewicht des Pim von 7,2 bis 7,8 Gramm; der Schekel wog knapp 11,5 Gramm.  So wurde mit Hilfe der Archäologie eine alte, mit der Zeit offenbar in Vergessenheit geratene Gewichtsbezeichnung wiederentdeckt und damit ein biblisches Hapax legomenon aufgeklärt.

## Bedeutung
Bevor Archäologen diesen fingernagelgroßen Gewichtsstein entdeckten, wussten die Gelehrten nicht, wie sie das Wort pim (פִ֗ים p̄îm) im 1. Buch Samuel 1 Sam 13,21  übersetzen sollten. Die Ausgrabungen von Robert Alexander Stewart Macalister in Gezer (1902–1905 und 1907–1909) wurden 1912 mit einer Abbildung veröffentlicht, die ein solches Gewicht zeigt, das Macalister mit einem anderen vergleicht, welches bereits 1907 von Charles Simon Clermont-Ganneau publiziert wurde.
William G. Dever, Professor für Archäologie und Anthropologie, kann dem Pim-Maß folgende Bedeutung zuerkennen: 

„Es kann nicht einfach von Schreibern der hellenistisch-römischen Zeit ,erfunden‘ worden sein – einer Zeit, in der diese Gewichtseinheiten schon einige Jahrhunderte verschwunden und vergessen waren. Tatsache ist, dass man dieses kleine Wort im biblischen Text […] erst Anfang des 20. Jahrhunderts verstehen konnte, als man bei Ausgrabungen zum ersten Mal auf Gegenstände stieß, auf denen in Hebräisch pîm stand. […] Wie wäre dieser Bericht in die Hebräischen Schriften gekommen, wenn die biblischen Geschichten ,Märchen‘ aus der hellenistisch-römischen Zeit wären? Man könnte jetzt natürlich einwenden, dass die Erwähnung des pîm ,nur ein Detail ist‘. Das ist schon richtig, nur wie wir wissen, besteht Geschichte aus Details‘.“

## Fotos
|  |  |